# توکاتا
توکاتا (به لاتین: Toccata) از واژگان موسیقی است.

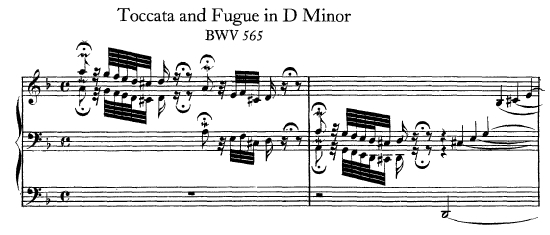
نت‌های آغازینِ توکاتای معروف ۵۶۵ اثر یوهان سباستیان باخ

توکاتا فرمی است برای سازهای کلیدی که اصل و ریشه‌اش به سدهٔ شانزدهم می‌رسد. فرم توکاتا آزاد و نزدیک به فانتزی است.
توکاتا در اصل قطعه‌ای نمایشی است که برای نشان دادن چیره‌دستی نوازنده یا توانایی‌های ساز ساخته می‌شود. این فرم در آغاز سدهٔ هفده میلادی توسط آهنگ‌سازانی که برای ارگ آهنگ می‌ساختند ابداع شد و در زمان باخ به اوج تکامل خود رسید.
موسیقی‌دانان بعدی گاه از این فرم برای ساختن آثار دشوار بهره گرفته‌اند.
در نوع توکاتا که بیشتر در دوران باروک به‌کار می‌رفته از حرکت‌های سریع ملودیک با پاساژهای پیچیده و طولانی استفاده می‌شود. توکاتا معمولاً حالت هیجانی دارد و گونه‌های اولیه آن برای هر سازی نوشته می‌شد اما از آن‌جایی که رفته‌رفته حالت تک‌نوازی به‌خود گرفت خیلی زود ویژهٔ سازهای کلاویه‌ای شد.
پرآوازه‌ترین توکاتاهای ارگ ازآنِ یوهان سباستیان باخ (توکاتا ب.و. فاو ۵۶۵)، لئون بولمان (توکاتا در سوئیت گوتیک)، و شارل-ماری ویدور (توکاتای سمفونی ارگ پنجم) هستند.
واژهٔ «توکاتا» از فعل ایتالیاییِ toccare به معنی بَساویدن گرفته شده‌است.